# توماس هاريوت
توماس هاريوت هو عالم فلك وعالم رياضيات ومترجم.

## وصلات خارجية
- توماس هاريوت على موقع الموسوعة البريطانية (الإنجليزية)